# Ivetofta

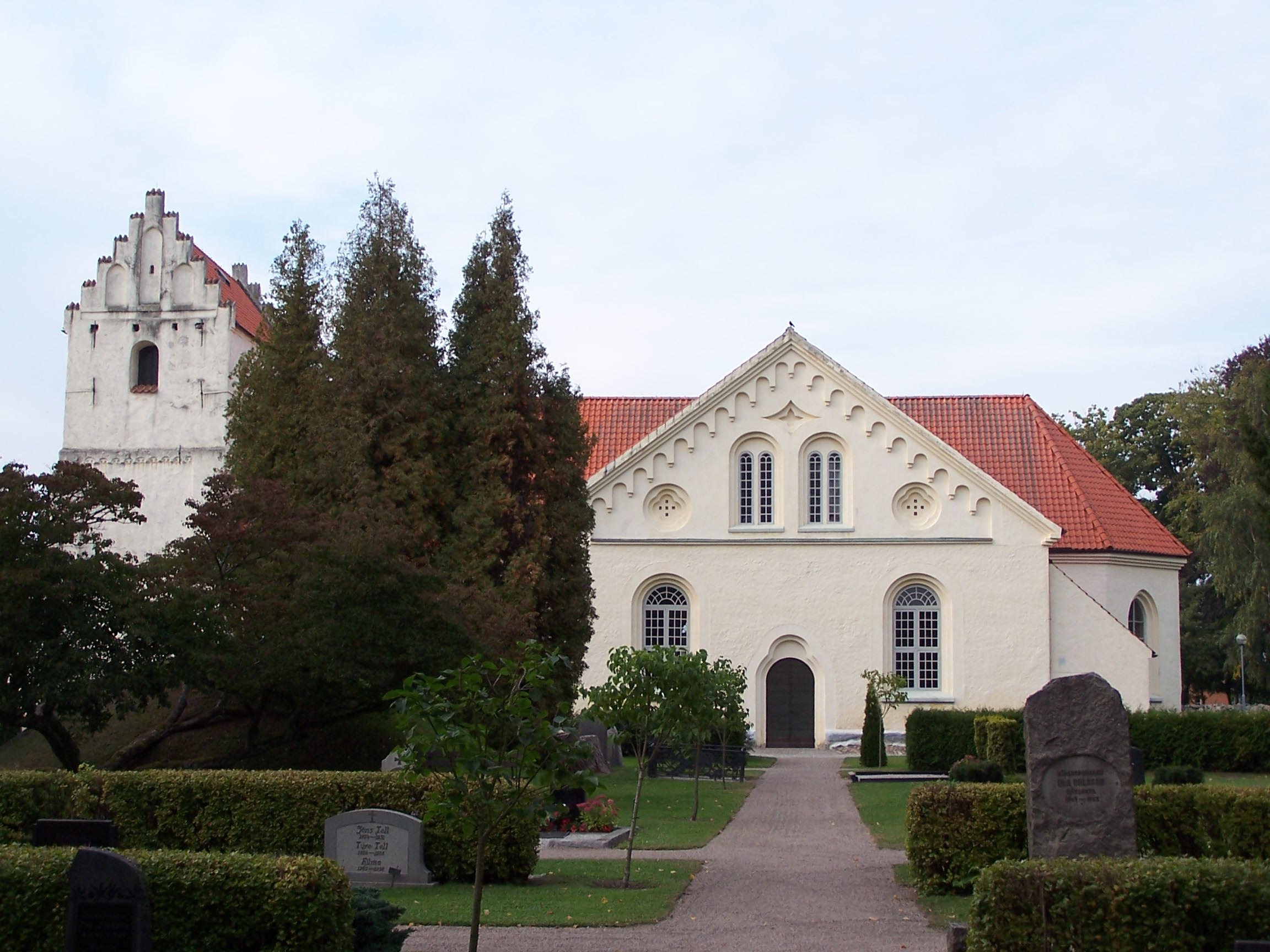
Chiesa di Ivetofta

Ivetofta è un villaggio e un sobborgo di Bromölla, nella contea di Skåne, nel sud della Svezia. Con una storia che risale al XII secolo, una volta era un comune rurale nella ex contea di Kristianstad. Si trova sulla sponda orientale del lago Ivö.

## Geografia
Il villaggio si trova tra Ivösjön e Hanöbukten e comprende la collina boscosa di Ryssberget e delle pianure sabbiose che vengono coltivate. La flora è caratterizzata da pineta, foresta decidua, prato, pascolo e brughiera erbosa.

## Storia
Il nome è stato documentato per la prima volta nel 1319 come Ywätoffte. Deriva dal vecchio nome Ivösjön, il lago Ivö, e "toft" che significa fattoria.  L'origine del suo nome Bromölla è attribuita a un mulino chiamato Bromölla che esisteva sulla riva del fiume Skräbe ed è datato al 1460. Un vaso in ceramica scoperta a Ivetofta attesta la presenza di cacciatori-raccoglitori preistorici. I reperti paleontologici comprendono frammenti ossei plesiosauri che furono forniti all'Istituto Paleontologico di Lund nel 1961 da un pozzo trivellato, mentre scavi archeologici hanno portato alla luce urne di cremazione stimati come età del tardo bronzo.